# François-Xavier Bustillo
François-Xavier Bustillo O.F.M. Conv. (Arre, 1968. november 23. –) spanyol származású, francia római katolikus pap, minorita szerzetes, az Ajacciói egyházmegye püspöke, bíboros.

## Életrajz
François-Xavier Bustillo 1968. november 23-án született a navarrai Pamplonában, Spanyolországban négy gyermek közül a legidősebbként. A navarrai Baztan kisszemináriumába lépett be, majd belépett a minoriták rendjébe Padovában, Olaszországban, ahol filozófiai és teológiai tanulmányait az Istituto Teologico Sant'Antonio Dottore-ban végezte. A toulouse-i Katolikus Egyetemen 1997-ben teológiai licenciátust szerzett. Ferences fogadalmat 1992. szeptember 20-án tett és 1994. szeptember 10-én szentelték pappá.
1994-ben egyike volt azoknak a ferenceseknek, akik újjáalapították az 1260-ban alapított és 1934-ben elhagyott Szent Bonaventura kolostort Narbonne-ban, Franciaországban. Küldetésük az volt, hogy evangelizálják a kereszténységtől megfosztott régiót. 2006-tól 2018-ig a minoriták franciaországi és belgiumi tartományi kusztosa volt, 2005-től 2018-ig pedig a Carcassonne-Narbonne-i egyházmegyében végezte szolgálatát plébánosként, 2007-től 2018-ig az egyházmegyei tanács tagjaként, az egyházmegye egy régiójának püspöki helynökeként, 2012-től 2018-ig pedig az új lelkiségi mozgalmak és a vallásközi párbeszéd egyházmegyei küldöttjeként. 2018-től 2021-ig a franciaországi Lourdes-ban található Saint-Maximilien-Kolbe kolostor gondnoka.
2021. május 11-én Ferenc pápa kinevezte őt az Ajacciói egyházmegye püspökévé. Püspökké szentelte június 13-án az ajacciói székesegyházban Jean-Marc Aveline, Marseille érseke.
2022 februárjában, miután a Paris-Match arról számolt be, hogy Bustillo az egyik vezető jelölt a párizsi érseki posztra, azt mondta, hogy nem keresték meg, és hogy nem egyházi gyakorlat, hogy egy püspököt ilyen hamar elmozdítsanak. Azt mondta, hogy ez „igazságtalan” lenne: „Párizsnak egy tapasztalt emberre van szüksége. Amit igazán szeretnék, az az, hogy itt legyek, önökkel és önökért.”
2022 áprilisában Ferenc pápa Bustillo Tanúk, nem hivatalnokok című könyvének olasz nyelvű változatát adta át minden papnak, aki nagycsütörtökön részt vett a Szent Péter-bazilikában tartott krizmaszentelési-misén.
2023. július 9-én Ferenc pápa bejelentette, hogy a szeptember 30-i konzisztóriumon bíborossá kívánja kreálni. Ő az első püspök az egyházmegyéjében, akit bíborossá neveznek ki. Ezen a konzisztóriumon a Lourdes-i Szeplőtelen Szűz Mária-templomot jelölték ki címtemplomául.

## Ellentmondások
2023 szeptemberében a Golias című francia katolikus folyóirat „Bustillo újbíboros különös barátai” címmel közölt riportot. A vizsgálat fényt derít a Daniel-Marie Thevenet testvérnek tulajdonított karizmatikus és misztikus-lelki devianciákra. Bustillo bíboros különösen érintett ebben az ügyben, mivel Daniel-Marie Thevenet mellett ő a narbonne-i kolostorban működő rend három társalapítójának egyike. A magazin ezért sugallja, hogy a bíboros nem hagyhatta figyelmen kívül ezeket az eltéréseket, tekintettel a testvérrel való szoros kapcsolatára.
Továbbá a Golias szerint a közösség gondnoki megbízatása alatt a közösséghez tartozó ifjúsági csoport a polgárháború idején Szíriába utazott, a Bassár al-Aszad rezsim ellenőrzése alatt álló régiókba. Ezt az utazást az „SOS Chrétiens d’Orient” egyesület szervezte és népszerűsítette, egy olyan szervezet, amelyet az egyház már az utazás előtt is megkérdőjelezett. A civil szervezet ellen emberiesség elleni bűncselekményekben és háborús bűnökben való bűnrészesség miatt indított előzetes vizsgálatot a francia Nemzeti Terrorizmusellenes Ügyészség.

## Címer
|                   | Jelmondat: IN IPSO VITA ERAT Az élet volt |
| Korábbi változat: |                                           |